# ダイノジ 大谷ノブ彦のオールナイトニッポン
『ダイノジ 大谷ノブ彦のオールナイトニッポン』（ダイノジおおたにノブひこのオールナイトニッポン）は、ニッポン放送の深夜放送『オールナイトニッポン』枠で、お笑いコンビダイノジの大谷ノブ彦がパーソナリティを担当するラジオ番組。2013年4月3日放送開始。
媒体によっては、「ダイノジ・大谷」「ダイノジ・大谷のオールナイトニッポン」と表記。

## 概要
2013年2月9日にニッポン放送で放送された『ダイノジ 大谷ノブ彦のオールナイトニッポンR』（ダイノジおおたにノブひこのオールナイトニッポンアール）が大評判となって、2013年3月12日にパーソナリティになることが発表された。
大谷は少年時代の頃『ビートたけしのオールナイトニッポン』に夢中になっていたので、「僕の人生を、考え方を、笑いの好みを、すべてを変えたあの番組を僕がやるなんて!!」とした上で「14歳の頃の自分に語りかけるように、今の何者でもない奴らと真剣に対峙したいと思ってます」と語っている。
また、大谷の起用について、オールナイトニッポンのチーフディレクター・松岡敦司は、大谷の「熱のあるトーク」を挙げ、「いまの10代に本当に聞いてもらいたいと率直に思っています」とした上で、「この番組をきっかけに音楽・映画、そして生きざまを知ってほしい。」と話している。
この番組では、NOTTVにて、映像付きで同時生放送される。
エンディングテーマはオアシスのドント・ルック・バック・イン・アンガー。
しかし、この番組は2014年3月31日から始まる、ニッポン放送の新しい月〜木午後のワイド番組『大谷ノブ彦 キキマス!』を担当するため、2014年3月26日の放送をもって終了することになった。

## 特徴
本番組では、洋楽を放送するため、コンセプトは「洋楽で世界を変えるラジオ番組!」となった（ただし、洋楽のみを放送するとは限らない）。そのため、当面は「洋楽でキミの世界を変える」をこの番組の大きな軸にしている。
番組内ではお笑い芸人でありながら、いわば、“評論家並み”に音楽に詳しい大谷が、アーティストやその曲の背景について、様々なトークを繰り広げ、音楽（洋楽・邦楽を問わず）を放送している。
なお、この大谷の「評論芸」という名称は、フジテレビの赤池プロデューサーが名付けたものだが、評論とは全く違う性質なので、この番組の構成をしている生駒毅によれば、「評論芸」の「芸」というのは、演芸の「芸」だと説明している。
本番組の、もうひとつの特徴が、“熱い”。番組内で大谷は、これまでの人生や、お笑い芸人を始めてからの苦労などについて、とにかく“熱く”語ることが多い。
また、番組のメールアドレスや、ツイッターのハッシュタグには、“熱”をローマ字にした「netsu」が使用されており、番組内で、リスナーから寄せられた、何かに対する“熱い思い”を綴ったメールが紹介される。
このような放送について、ツイッターの中では、番組内容の“熱さ”と大谷のトークを楽しんでいるリスナーのツイートが多くなっている。
なお、この番組では、リスナーから、毎週、放送後記（その週に放送された番組の感想文）を募り、その寄せられた放送後記は、この番組のホームページに掲載され、その後、大谷自身がリスナーから寄せられた放送後記の中から、1番“グッときたもの”だけを選び、翌週のオープニングで紹介する。

## 反響
2013年4月10日放送の、SMAPについてのトークが評判となって、リスナーからは「“SMAP論”は洋楽や邦楽という概念を飛び越えて興味深く聞いていました」という称賛があった。
また、2013年4月3日の放送を聴いていた、カンニング竹山が、その放送直後に自身のツイッターアカウントで「LFさん（ニッポン放送）がみつけたようだ。とんでもなくすっげっ～パーソナリティーを!」とツイートしたり、水道橋博士が「噂通りにアツアツであった」とコメントするなど、この番組が芸人の間で評判となっている。

## コーナー
おびッ!
大谷が執筆した「俺のROCKLIFE!」、リスナーにはその本が売れそうな帯を考える。
やかましいわ
それぞれのパートの頭に、番組名と名前を言っている、この番組だが、リスナーには、このパートの頭で、大谷が思わず「やかましいわ」と言いたくなるフレーズを募る。
ボス、ラジオネーム頼む!
大谷が適当にラジオネームを付けるコーナー、リスナーには出身地に加え、好きなものを書き、それを送ってもらう。

## 放送時間
- 毎週水曜日 25時-27時（NOTTV2にて同時生放送）
- 再放送：NOTTV2・毎週日曜日 8時-10時

## ネット局
いずれも、原則全国ラジオネットワーク（NRN）系列加盟局で放送。
- 『オールナイトニッポンR』時代については、
- 『オールナイトニッポン』時代については、

## スタッフ
- 構成：生駒毅
- プロデューサー・ディレクター：松岡敦司